# Kościół Matki Bożej Częstochowskiej w Świdniku
Kościół Matki Bożej Częstochowskiej – rzymskokatolicki kościół filialny parafii św. Mikołaja w Kaczorowie, mieszczący się w Świdniku w dekanacie Bolków w diecezji świdnickiej.

## Historia
Kościół pomocniczy został zbudowany w 1854 r., jako kościół protestancki, restaurowany w 1963 r. Założony na prostokącie z wieżą na osi dłuższej, o wnętrzu rozdzielonym emporami. Zachował się ołtarz główny z końca XVIII w., barokowa  ambona z 2 poł. XVIII w., rzeźby drewniane z 1 poł. XVIII w., przedstawiające św. Augustyna i św. Jana Nepomucena.